# المكتبة الشرقية لسير القديسين

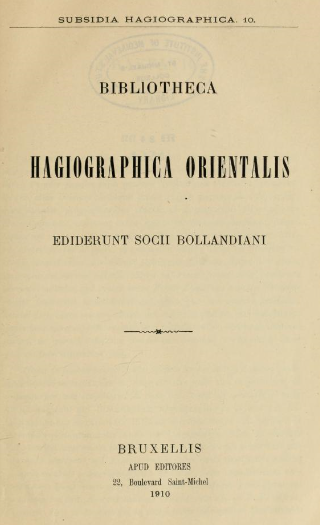
غلاف الفهرس

المكتبة الشرقية لسير القديسين هي فهرس للمواد المتعلقة بسير القديسين باللغات العربية والقبطية والسريانية والأرمنية والإثيوبية، بما في ذلك الأعمال الأدبية القديمة عن حياة القديسين، وترجمات رفاتهم، ومعجزاتهم، مرتبة أبجديًا حسب القديس. وعادة ما يتم اختصارها في الأدبيات العلمية بالحروف بهو (بالإنجليزية: BHO) تتضمن القوائم المخطوطات، والبدايات، والإصدارات المطبوعة. تعد مكتبة القديسين الشرقية جنبًا إلى جنب مع المكتبة اليونانية لسير القديسين [الإنجليزية] والمكتبة اللاتينية لسير القديسين [الإنجليزية] أكثر الأدوات فائدة في البحث عن الوثائق الأدبية المتعلقة بالقديسين.

## الإصدارات
- المكتبة الشرقية لسير القديسين المحرر بول بيترز، مصادر السيرة الذاتية 10 (بروكسل: جمعية بولانديستس، 1910 [أعيد طبعه في عامي 1954، 1970]).

## طالع أيضًا
- المكتبة اليونانية لسير القديسين [الإنجليزية]
- المكتبة اللاتينية لسير القديسين [الإنجليزية]

## روابط خارجية
- جمعية بولانديستس
- المكتبة الشرقية لسير القديسين